# 日本電影學院獎
日本電影學院獎是由日本電影學院獎協會主辦的日本電影獎，於1978年開始頒發。除了作品與演技獎項，也設有技術（音樂、攝影、照明、美術、錄音、剪輯）獎項。

## 沿革
日本電影學院獎協會由日本國內的電影相關人員組成，1980年12月末約有1200名會員，2007年達到4000多人，雖然擁有會員資格的包括少數電影導演和演員，但主要仍由松竹、東寶、東映、角川四家公司職員組成。

## 質疑
因日本電影學院獎的投票成員多數由松竹、東寶、東映、角川此四家規模最大的電影發行公司職員投票選出，被指出歷年多為這幾家電影公司的電影得獎，是因旗下職員私心選投，加上每年電視轉播的NTV電視台亦為主要投票者，因此引來「球員兼裁判」的質疑。
2015年，日本知名導演北野武更公開表示，「基本上就是松竹、東寶、東映、角川，偶爾有日活的電影輪流獲獎，除了這四五家，其他出品公司之外的電影很難獲獎。」近年，亦有多位電影評論者公開批評此獎屬於僅看話題而無視實力的授獎典禮，已具獲獎水準但上映規模較小的電影極難獲得提名（如兩百館以下）。創立初期的重要功臣之一山本晉也亦表示此電影獎的走向「令人失望」。坊間多數影評人及電影記者則認為此獎是對非主流商業片的排拒。
2018年，資深演員樹木希林上台領獎時直言此獎有「組織票」的疑慮；另，該年北川景子的優秀助演女優賞也引來質疑。
另，在最具權威的「旬報電影獎」中獲重要獎項甚至橫掃的演員或影片，近年亦在日本電影學院獎未能入圍任何一項，而這些在其他電影獎的獲獎者及作品，其發行片商幾乎在電影學院賞沒有投票權亦非贊助者。如2020年度候選的優秀賞作品中，超過76%的電影為東映與松竹發行的大館商業作品。但因有地上波的無線電視台獨家轉播頒獎禮，每年仍獲得許多關注度。

## 特色
此電影獎並無「入圍」之說法，第一次公布之名單即全數為「優秀賞」得主，執委會授予每位優秀賞得主表彰狀及小型獎座。每年三月所舉辦之頒獎儀式上，再從所有優秀賞得主中選出「最優秀賞」。另，每年新人賞亦不再選出最優秀賞得主，六至七人全員為新人賞得主。

## 獎項
- 最佳影片獎
- 最佳動畫片獎
- 最佳導演獎
- 最佳男主角獎
- 最佳女主角獎
- 最佳男配角獎
- 最佳女配角獎
- 最佳編劇獎
- 最佳音效獎
- 最佳外語片獎
- 最佳攝影獎
- 最佳配樂獎
- 最佳主題曲獎

## 历届主要获奖名单
注：人名后括号内的数字，表示该得奖者获得同一奖项的累积次数（2次以上标注）
| 届数 | 年份                          | 最佳影片                     | 最佳导演                                   | 最佳剧本                                                         | 最佳男主角                                          | 最佳女主角                                           | 最佳男配角                                    | 最佳女配角                                         |
| ---- | ----------------------------- | ---------------------------- | ------------------------------------------ | ---------------------------------------------------------------- | --------------------------------------------------- | ---------------------------------------------------- | --------------------------------------------- | -------------------------------------------------- |
| 1    | 1978年 （昭和53年）           | 《》                         | 山田洋次 （/寅次郎的故事系列）             | 朝間義隆/ 山田洋次 （寅次郎的故事/）                             | 高仓健 （/八甲田山）                                | 岩下志麻（孤苦盲女阿玲）                             | 武田鐵矢（）                                  | 桃井薰（）                                         |
| 2    | 1979年 （昭和54年）           | 《事件》（野村芳太郎）       | 野村芳太郎（事件/鬼畜）                    | 新藤兼人（事件）                                                 | 緒形拳（鬼畜）                                      | 大竹忍（事件）                                       | 渡瀬恒彦（事件）                              | 大竹忍（事件/圣职之碑）                            |
| 3    | 1980年 （昭和55年）           | 《我要復仇》                 | 今村昌平（我要復仇）                       | 馬場当（我要復仇）                                               | 若山富三郎（衝動殺人，兒子啊！）                    | 桃井薰（神给的孩子/不再托腮遐思）                    | 菅原文太（盗日者）                            | 小川真由美（無法傳遞的三通訊件/我要復仇）          |
| 4    | 1981年 （昭和56年）           | 《流浪者之歌》               | 铃木清顺（流浪者之歌）                     | 朝間義隆/ 山田洋次（2） （男人真命苦25 寅次郎芙蓉花/远山的呼唤） | 高仓健（2） （动乱/远山的呼唤）                     | 倍賞千惠子（远山的呼唤/寅次郎芙蓉花）                | 丹波哲郎（二百三高地）                        | 大楠道代（流浪者之歌）                             |
| 5    | 1982年 （昭和57年）           | 《车站》（降旗康男）         | 小栗康平（泥河）                           | 倉本聰（车站）                                                   | 高仓健（3）（车站）                                 | 松坂慶子（青春之門/男人真命苦27 浪花之戀）           | 中村嘉葎雄（阳炎座/情书/仕掛人梅安/锡铁勋章） | 田中裕子（北斋漫画/乱世浮生）                      |
| 6    | 1983年 （昭和58年）           | 《》                         | 深作欣二（/道頓堀川）                      | 金峰雄（）                                                       | 平田滿（）                                          | 松坂慶子（2）（/道頓堀川）                           | 風間杜夫（）                                  | 小柳留美子（誘拐報道）                             |
| 7    | 1984年 （昭和59年）           | 《楢山节考》（今村昌平）     | 五社英雄（阳晖楼）                         | 高田宏治（阳晖楼）                                               | 緒形拳（楢山節考/阳晖楼/鱼影之群）                  | 小柳留美子（白蛇抄）                                 | 風間杜夫（2）（阳晖楼/人生剧场）              | 浅野温子（阳晖楼/污髒的英雄）                      |
| 8    | 1985年 （昭和60年）           | 《葬礼》                     | 伊丹十三（葬礼）                           | 伊丹十三（葬礼）                                                 | 山崎努（葬礼/再见，箱舟）                           | 吉永小百合（阿娴/天国的车站）                        | 高品格（麻雀放浪記）                          | 菅井琴（葬礼/必殺! THE HISSATSU）                  |
| 9    | 1986年 （昭和61年）           | 《花一匁》（伊藤俊也）       | 澤井信一郎（早春物语/W的悲剧）             | 松田寛夫（花一匁）                                               | 千秋實（花一匁）                                    | 倍賞美津子（活着干死了算党宣言/恋文/朋友啊，安息！） | 小林薫（恋文/從此以後）                       | 三田佳子（W的悲剧/春之钟）                         |
| 10   | 1987年 （昭和62年）           | 《火宅之人》                 | 深作欣二（火宅之人）                       | 神波史男/深作健太（火宅之人）                                    | 緒形拳（火宅之人）                                  | 石田步美（火宅之人/時鐘 Adieu l'Hiver）              | 植木等（祝辞/新悲歡歲月）                     | 原田美枝子（火宅之人/国士无双/蓝墨水色的肖像）     |
| 11   | 1988年 （昭和63年）           | 《女稅務員》                 | 伊丹十三（2）（女稅務員）                  | 伊丹十三（2）（女稅務員）                                        | 山崎努（女稅務員）                                  | 宮本信子（女稅務員）                                 | 津川雅彦（女稅務員/夜汽車）                   | 片瀨梨乃（极道之妻II/吉原炎上）                    |
| 12   | 1989年 （昭和64年 /平成元年） | 《敦煌》                     | 佐藤純彌（敦煌）                           | 市川森一（幽异仲夏）                                             | 西田敏行（敦煌）                                    | 吉永小百合（2）（鹤/华之乱）                         | 片岡鶴太郎（幽异仲夏/妖女的时代）             | 石田惠理（呼啸山庄/城市英雄/华之乱）               |
| 13   | 1990年 （平成2年）            | 《黑雨》                     | 今村昌平（2）（黑雨）                      | 石堂淑朗/ 今村昌平（黑雨）                                       | 三國連太郎（釣魚迷日記/利休）                       | 田中好子（黑雨）                                     | 板東英二（情义知多少）                        | 市原悦子（黑雨）                                   |
| 14   | 1991年 （平成3年）            | 《少年时代》                 | 篠田正浩（少年時代）                       | 山田太一（少年時代）                                             | 岸部一德（死之棘）                                  | 松坂慶子（3）（死之棘）                              | 石橋蓮司（公园路上的猫/浪人街/等待出击）      | 石田惠理（钓鱼迷日记2/钓鱼迷日记3/缺乏飛翔的夢想） |
| 15   | 1992年 （平成4年）            | 《兒子》（山田洋次）         | 岡本喜八《大诱拐》                         | 岡本喜八《大诱拐》                                               | 三國連太郎（2）（釣魚迷日記4/息子）                 | 北林谷荣（大誘拐）                                   | 永瀬正敏（息子/哀悼工作）                     | 和久井映見（就職戰線沒有異狀/息子）                |
| 16   | 1993年 （平成5年）            | 《五個相撲的少年》           | 周防正行（五個相撲的少年）                 | 周防正行（五個相撲的少年）                                       | 本木雅弘（五個相撲的少年）                          | 三田佳子（遠方夕陽）                                 | 竹中直人（五個相撲的少年/死而無憾）           | 藤谷美和子（女殺油地獄/睡眠被偷走的宗介）          |
| 17   | 1994年 （平成6年）            | 《學校》（山田洋次）         | 山田洋次（男人真命苦46 寅次郎的相親/學校） | 山田洋次/朝間義隆（3）（男人真命苦46 寅次郎的相親/學校）         | 西田敏行（2）（学校/钓鱼迷日记6）                   | 和久井映見（虹之橋）                                 | 田中邦衛（学校/帶子狼 在那雙小手中/虹之橋）   | 香川京子（一代鮮師）                               |
| 18   | 1995年 （平成7年）            | 《忠臣藏外傳 四谷怪談》      | 深作欣二（忠臣藏外傳 四谷怪談）            | 古田求、深作欣二（忠臣藏外傳 四谷怪談）                          | 佐藤浩市（忠臣藏外傳 四谷怪談）                     | 高岡早紀（忠臣藏外傳 四谷怪談）                      | 中井貴一（四十七人刺客）                      | 室井滋（居酒屋幽灵）                               |
| 19   | 1996年 （平成8年）            | 《午後的遺書》               | 新藤兼人（午後的遺書）                     | 新藤兼人（2）（午後的遺書）                                      | 三國連太郎（3）（三渡海峡）                         | 淺野優子（藏）                                       | 竹中直人（2）（東方遇見西方）                 | 乙羽信子（午後的遺書）                             |
| 20   | 1997年 （平成9年）            | 《》                         | 周防正行（）                               | 周防正行（2）（）                                                | 役所广司（）                                        | 草刈民代（）                                         | 竹中直人（3）（）                             | 渡邊惠里（）                                       |
| 21   | 1998年 （平成10年）           | 《魔法公主》（宫崎骏）       | 今村昌平（鰻魚）                           | 三谷幸喜（心情直播，不NG）                                       | 役所广司（2）（鰻魚）                               | 黑木瞳（失樂園）                                     | 西村雅彦（心情直播，不NG）                    | 倍賞美津子（鰻魚）                                 |
| 22   | 1999年 （平成11年）           | 《乞愛者》                   | 平山秀幸（乞愛者）                         | 鄭義信（乞愛者）                                                 | 柄本明（肝臟大夫）                                  | 原田美枝子（乞愛者）                                 | 碇矢長介（大捜査線電影版）                    | 麻生久美子（肝臟大夫）                             |
| 23   | 2000年 （平成12年）           | 《鐵道員》                   | 降旗康男（鐵道員）                         | 岩間芳樹、降旗康男（鐵道員）                                     | 高倉健（4）（鐵道員）                               | 大竹忍（鐵道員）                                     | 小林稔侍（鐵道員）                            | 岸本加世子（菊次郎的夏天）                         |
| 24   | 2001年 （平成13年）           | 《黑之雨》（小泉堯史）       | 阪本順治（顏）                             | 黑澤明（黑之雨）                                                 | 寺尾聰（黑之雨）                                    | 吉永小百合（3）（長崎漫步曲）                        | 佐藤浩市（冰天雪地）                          | 原田美枝子（黑之雨）                               |
| 25   | 2002年 （平成14年）           | 《神隐少女》（宫崎骏）       | 行定勳（GO!大暴走）                        | 宮藤官九郎（GO!大暴走）                                          | 窪塚洋介（GO!大暴走）                               | 岸惠子（媽媽）                                       | 山崎努（GO!大暴走）                           | 柴崎幸（GO!大暴走）                                |
| 26   | 2003年 （平成15年）           | 《黃昏的清兵衛》             | 山田洋次（黃昏的清兵衛）                   | 朝間義隆/ 山田洋次（4）（黃昏的清兵衛）                          | 真田廣之（黃昏的清兵衛）                            | 宮澤理惠（黃昏的清兵衛）                             | 田中泯（黃昏的清兵衛）                        | 北林谷荣（山中的阿彌陀堂）                         |
| 27   | 2004年 （平成16年）           | 《壬生義士傳》（瀧田洋二郎） | 森田芳光（宛如阿修羅）                     | 筒井智美（宛如阿修羅）                                           | 中井貴一（壬生義士傳）                              | 寺島忍（赤目四十八瀧心中未遂）                       | 佐藤浩市（壬生義士傳）                        | 深津繪里（宛如阿修羅）                             |
| 28   | 2005年 （平成17年）           | 《半自白》（佐佐部清）       | 崔洋一（血与骨）                           | 矢口史靖 （搖擺女孩）                                            | 寺尾聰（半自白）                                    | 鈴木京香（血與骨）                                   | 小田切让（血與骨）                            | 长泽雅美（在世界中心呼唤爱）                       |
| 29   | 2006年 （平成18年）           | 《永遠的三丁目的夕陽》       | 山崎貴 （永遠的三丁目的夕陽）              | 山崎貴、古澤良太 （永遠的三丁目的夕陽）                          | 吉岡秀隆（永遠的三丁目的夕陽）                      | 吉永小百合（4）（北之零年）                          | 堤真一（永遠的三丁目的夕陽）                  | 药师丸博子（永遠的三丁目的夕陽）                   |
| 30   | 2007年 （平成19年）           | 《扶桑花女孩》               | 李相日（扶桑花女孩）                       | 李相日、羽原大介（扶桑花女孩）                                   | 渡边谦（明日的記憶）                                | 中谷美紀（令人討厭的松子的一生）                     | 笹野高史（武士的一分）                        | 蒼井優（扶桑花女孩）                               |
| 31   | 2008年 （平成20年）           | 《東京鐵塔：我的母親父親》   | 松冈锭司（東京鐵塔：我的母親父親）         | 松尾鈴木（東京鐵塔：我的母親父親）                               | 吉岡秀隆（三丁目的夕陽2）                           | 樹木希林（東京鐵塔：我的母親父親）                   | 小林薫 （2）（東京鐵塔：我的母親父親）        | 罇真佐子 （儘管如此我沒做過）                      |
| 32   | 2009年 （平成21年）           | 《送行者：禮儀師的樂章》     | 瀧田洋二郎（送行者：禮儀師的樂章）         | 小山薰堂（送行者：禮儀師的樂章）                                 | 本木雅弘（2）（送行者：禮儀師的樂章）               | 木村多江（幸福的彼端）                               | 山崎努（2）（送行者：禮儀師的樂章）           | 余貴美子（送行者：禮儀師的樂章）                   |
| 33   | 2010年 （平成22年）           | 《不沉的太陽》（若松节朗）   | 木村大作（劍岳 點之記）                    | 西川美和（親愛的醫生）                                           | 渡邊謙（2）（不沉的太陽）                           | 松隆子（維榮之妻：櫻桃與蒲公英）                     | 香川照之（劍岳 點之記）                       | 余貴美子（2）（親愛的醫生）                        |
| 34   | 2011年 （平成23年）           | 《告白》                     | 中島哲也（告白）                           | 中島哲也（告白）                                                 | 妻夫木聪（惡人）                                    | 深津繪里（惡人）                                     | 柄本明（惡人）                                | 樹木希林（惡人）                                   |
| 35   | 2012年 （平成24年）           | 《第八日的蟬》               | 成島出（第八日的蟬）                       | 奥寺佐渡子（第八日的蟬）                                         | 原田芳雄（大鹿村騷動記）                            | 井上真央（第八日的蟬）                               | 绪方義博 （冰冷熱帶魚）                       | 永作博美（第八日的蟬）                             |
| 36   | 2013年 （平成25年）           | 《聽說桐島退社了》           | 吉田大八（聽說桐島退社了）                 | 內田賢治（落KEY人生）                                            | 阿部宽（羅馬浴場）                                  | 樹木希林（2）（我的母親手記）                        | 大瀧秀治（我最親愛的）                        | 余貴美子（3）（我最親愛的）                        |
| 37   | 2014年 （平成26年）           | 《宅男的戀愛字典》           | 石井裕也（宅男的戀愛字典）                 | 渡邊謙作（宅男的戀愛字典）                                       | 松田龍平（宅男的戀愛字典）                          | 真木陽子（再見溪谷）                                 | 中川雅也（我的意外爸爸）                      | 真木陽子（我的意外爸爸）                           |
| 38   | 2015年 （平成27年）           | 《永遠的0》                  | 山崎貴（永遠的0）                          | 土橋章宏（超高速！參勤交代）                                     | 岡田准一（永遠的0）                                 | 宮澤理惠（2）（紙之月）                              | 岡田准一（蟬之記）                            | 黑木華（東京小屋的回憶）                           |
| 39   | 2016年 （平成28年）           | 《海街日記》                 | 是枝裕和（海街日記）                       | 足立绅（百元之戀）                                               | 二宮和也（我的長崎母親）                            | 安藤櫻（百元之戀）                                   | 本木雅弘（日本最長的一日）                    | 黑木華（2）（我的長崎母親）                        |
| 40   | 2017年 （平成29年）           | 《正宗哥吉拉》               | 庵野秀明／樋口真嗣（正宗哥吉拉）           | 新海誠（你的名字）                                               | 佐藤浩市（2）（64：史上最凶惡綁架撕票事件（前篇）） | 宮澤理惠（3）（幸福湯屋）                            | 妻夫木聰（怒）                                | 杉咲花（幸福湯屋）                                 |
| 41   | 2018年 （平成30年）           | 《》                         | 是枝裕和（2）（）                          | 是枝裕和（）                                                     | 菅田將暉（啊，荒野（前篇））                        | 蒼井優（她不知道那些鳥的名字）                       | 役所廣司（）                                  | 廣瀨鈴（）                                         |
| 42   | 2019年 （平成31年/令和元年）  | 《小偷家族》                 | 是枝裕和（3）（小偷家族）                  | 是枝裕和（2）（小偷家族）                                        | 役所廣司（3）（孤狼之血）                           | 安藤櫻（2）（小偷家族）                              | 松坂桃李（孤狼之血）                          | 樹木希林（2）（小偷家族）                          |
| 43   | 2020年 （令和2年）            | 《新聞記者》                 | 武內英樹（飛翔吧！埼玉）                   | 德永友一（飛翔吧！埼玉）                                         | 松坂桃李（新聞記者）                                | 沈恩敬（新聞記者）                                   | 吉澤亮（王者天下）                            | 長澤雅美（2）（王者天下）                          |
| 44   | 2021年 （令和3年）            | 《午夜天鹅》                 | 若松节朗（福島50英雄）                     | 野木亞紀子（罪之聲）                                             | 草彅剛（午夜天鹅）                                  | 長澤雅美（母子情劫）                                 | 渡邊謙（福島50英雄）                          | 黑木華（3）（淺田家!）                             |
| 45   | 2022年 （令和4年）            | 《》                         | （在車上）                                 | 濱口龍介、大江崇允（在車上）                                             | 西島秀俊（在車上）                                  | 有村架純 （花束般的戀愛）                            | 鈴木亮平（孤狼之血 LEVEL2）                   | 清原果耶（那些得不到保護的人）                     |
| 46   | 2023年 （令和5年）            | 《那個男人》                 | 石川慶（那個男人）                         | 向井康介（那個男人）                                             | 妻夫木聰（2）（那個男人）                           | 岸井雪乃（惠子不能輸）                               | 窪田正孝（那個男人）                          | 安藤櫻（那個男人）                                 |
| 47   | 2024年 （令和6年）            | 《哥吉拉-1.0》               | 文·溫德斯（我的完美日常）                  | 山崎貴（2）（哥吉拉-1.0）                                        | 役所廣司（4）（我的完美日常）                       | 安藤櫻（3）（怪物）                                  | 磯村勇斗（月）                                | 安藤櫻（2）（哥吉拉-1.0）                          |
| 48   | 2025年 （令和7年）            | 《超時空武士》               | 藤井道人（正體：真面目）                   | 野木亞紀子（2）（LAST MILE：全面引爆）                           | 橫濱流星（正體：真面目）                            | 河合優實（那個女孩）                                 | 大澤隆夫（王者天下4：大將軍的歸來）           | 吉岡里帆（正體：真面目）                           |

## 另見
- 電影旬報獎
- 每日電影獎
- 橫濱電影節
- 藍絲帶獎
- 東京國際電影節
- 日本電影影評人大獎
- 日刊體育電影大獎
- 山路文子電影獎

## 腳註
1. ↑  關於「日本電影學院獎」這一中文名稱，該獎目前尚無官方統一之中文名稱，華文傳媒或譯為「日本電影學院獎」並將其地位譬喻為「日本電影金像獎」、「日本奧斯卡」，或逕自稱為「日本電影金像獎」、「日本奧斯卡」（略稱「日奧」）。若對照官方英文名稱，中譯「日本電影學院獎」相當於修飾語順序經調整的「意譯」，用以指稱「日本電影」而非「日本學院」；若對照官方日文名稱，則「電影」相當於加上「類名」，用以限定指稱對象。根據官方網站內容可知美方與日方之間共通、共享的理念和名稱是（學院、學會、協會）而無涉或（奧斯卡）。關於獎座設計，日本的是以「映画神像」象徵電影獎項精神；美國的（奧斯卡金像獎）則是一個男性人形，該小金人像的官方暱稱即為「奧斯卡」，在電影語境內仍屬「特指」而非「泛指」用法；英國的則是一個面具；香港的（香港電影金像獎）則是一個女性人形。關於評選制度、授獎方式，以上四獎各有特點。
2. ↑  .   [2024-03-08]. （原始内容存档于2024-05-29）.
3. ↑  日本アカデミー賞協会会長、北野武の批判「誤解されている」 （页面存档备份，存于） - ORICON NEWS（2015-01-14 13:23）（日語）
4. ↑  “大手持ち回り”ではない！日本アカデミー会長、北野武の批判は「誤解」 （页面存档备份，存于） - シネマトゥデイ（2015年1月15日  7時00分）（日語）
5. ↑  北野武に反論も物議　日本アカデミー賞・岡田会長、異例の発言 （页面存档备份，存于） - ZAKZAK（2015.01.17）（日語）
6. ↑  .   [2022-02-03]. （原始内容存档于2022-02-03）.
7. ↑  EmilyWu. . Hypesphere狂熱球電影資訊網. 2014-03-08  [2014-03-11]. （原始内容存档于2021-02-13） （中文（臺灣））.

## 外部連結
- 官方网站（日語）